# Bedrijfsjournalist
Een bedrijfsjournalist is een journalist die werkzaam is in dienst van een organisatie en diens doelstellingen actief ondersteunt, of als zelfstandige of in dienst van een bureau werkt voor een organisatie of bedrijf. Belangrijke eigenschappen: journalistieke vaardigheden en attitudes verbonden aan communicatie-attitudes als zakelijk inzicht, organisatiesensitiviteit en commercieel gevoel. In vergelijking met bijvoorbeeld de krantenjournalist beheerst de bedrijfsjournalist meer media. Hij heeft meer taken en verantwoordelijkheden; naast uitvoering ook ontwikkeling en productie. Hij overlegt met bijvoorbeeld vormgevers en drukkers. Naar schatting van de Nederlandse beroepsorganisatie voor communicatieprofessionals Logeion werken er 8000 bedrijfsjournalisten in Nederland en is er jaarlijks behoefte aan 400 beginnende bedrijfsjournalisten. Het aanbod is niet meer dan op zijn hoogst enkele tientallen.